# Rhyacophila soror
Rhyacophila soror är en nattsländeart som beskrevs av Léon Abel Provancher 1878. Rhyacophila soror ingår i släktet Rhyacophila och familjen rovnattsländor. Inga underarter finns listade i Catalogue of Life.